# CarSud (Nouvelle-Calédonie)
Pour les articles homonymes, voir CarSud.
 (mars 2024).
Si vous disposez d'ouvrages ou d'articles de référence ou si vous connaissez des sites web de qualité traitant du thème abordé ici, merci de compléter l'article en donnant les références utiles à sa vérifiabilité et en les liant à la section « Notes et références ».
CarSud est la compagnie de bus interurbains du Grand Nouméa (Nouméa, Dumbéa, Mont-Dore et Païta) en Nouvelle-Calédonie. Elle a été créée en 2002.
Carsud gère et exploite un contrat de délégation de service public. La société est composée de trois actionnaires : STS (2%); Transdev (28%) et Promosud (70%).
Promosud est la société de développement et d'investissement de la Province Sud.
Depuis le mois d'octobre 2019, Carsud et le second exploitant de transport calédonien (Karuïa Bus) sont devenus Taneo. 
Carsud continue de gérer les bus interurbains du Grand Nouméa et le Néobus (bus à haut niveau de service) avec sa voie dédiée et Karuia continue de gérer les bus urbains.

## Réseau
La partie du réseau Taneo attribuée à CarSud est constituée de 17 lignes (dont une ligne à haut niveau de service).
- Zone 1 : Nouméa et les zones urbaines de Koutio, Dumbéa-sur-Mer, Auteuil et Tonghoué à Dumbéa et de Yahoué au Mont-Dore ;
- Zone 2 (nord/nord-ouest): Dumbéa (hors quartiers zone A), Païta, La Tontouta ;
- Zone 3 (est/sud-est): Mont-Dore (hors Yahoué).

### Transport à la demande
Dans certaines zones d'habitations, la demande de transport étant relativement faible, il n'y a pas de transport régulier, un service de transport à la demande a été mis en place durant les jours ouvrables, sur les lignes D5, M2, M4, P2, P3 et P4.

## Matériel

### Dépôts
Le dépôt CarSud se situe dans le parc d'activité de Yahoué du quartier de Normandie à Nouméa. 
Le dépôt Néobus se situe à Belle Vie. 

### Parc
À l'occasion du lancement du réseau Tanéo en octobre 2019, CarSud a bénéficié d'un renouvellement de son parc sur ses deux sites d'exploitation de :   
- 24 SETRA d'une longueur de 13 m et d'une capacité de 55 personnes - équipés de motorisation aux normes EURO 6 ;
- 11 IVECO Crossway d'une longueur de 12,8 m et d'une capacité de 54 passagers - équipés de motorisation aux normes EURO 6 ;
- 5 Iveco Crossway Low Entry (plancher bas) d'une longueur de 12,8 m et d'une capacité de 42 passagers - équipés de motorisation aux normes EURO 6 ;
- 12 Sprinter City 35 d'une longueur de 5,2 m et d'une capacité de 19 passagers (11 assis et 8 debout) - équipés de motorisation aux normes EURO 6.

L'autorité délégatrice du SMTU a attribué l'exploitation de la ligne 1 du réseau Taneo (Ligne Néobus) composé de :
- 22 Iveco Crealis d'une longueur de 18,3 m et d'une capacité de 135 passagers (35 assis et 100 debout) - équipés de motorisation aux normes EURO 6.

## Tarification

### Pass Tanéo
Le lancement du réseau Tanéo s'est accompagné d'un changement dans la gestion des titres de transport : l'arrivée du Pass Tanéo. 
Le Pass Tanéo est une carte (un porte-monnaie de transport) rechargeable : il faut le « remplir » en créditant de l’argent. Ce système évite ainsi l'achat répétitif d'abonnements mensuels. 
Le Pass Tanéo est rechargeable en espèces sur les distributeurs automatiques de titres de transport situés dans 40 stations (dont les pôles d’échange et les stations Néobus), mais aussi dans les agences commerciales Tanéo et dans les magasins partenaires de la compagnie.
Le passe permet de voyager sur les trois zones du réseau Tanéo, pendant une heure et demie après la première validation, en ne décomptant qu'un seul trajet.
Il existe plusieurs catégories de Pass Tanéo en fonction du profil du voyageur.
Selon le profil, le Pass Tanéo est attribué au plafond correspondant. Sur une période d’un mois, lorsque ce montant plafond est atteint en ayant validé ses voyages, le passe n’est plus débité des trajets suivants.  

### Les différents titres de transport
- Carte anonyme : à l'achat son prix est de 1 000 frs avec correspondances gratuites ;
- Ticket secours : à l'achat son prix est de 300 frs sans correspondances ;
- Pass journée à 900 frs - de 4 h 45 à 20 h 30 avec correspondances gratuites, valable sur toutes les zones.

## Fonctionnement

### Climat social
En 2008, un conflit social entre la direction et le syndicat indépendantiste USTKE aboutit à une grève de plusieurs jours puis à des affrontements entre grévistes et forces de l'ordre.

### Sécurité
La sécurité sur les lignes de CarSud fait l'objet d'un plan d'actions en 2023 à la suite de l'agression violente d'une salariée à la fin de 2022,,.